# Drimiopsis spicata
Drimiopsis spicata är en sparrisväxtart som först beskrevs av John Gilbert Baker, och fick sitt nu gällande namn av Sebsebe Demissew och Brita Stedje. Drimiopsis spicata ingår i släktet Drimiopsis och familjen sparrisväxter.
Artens utbredningsområde är Sudan. Inga underarter finns listade i Catalogue of Life.